# Johannes Wertheim-Salomonson

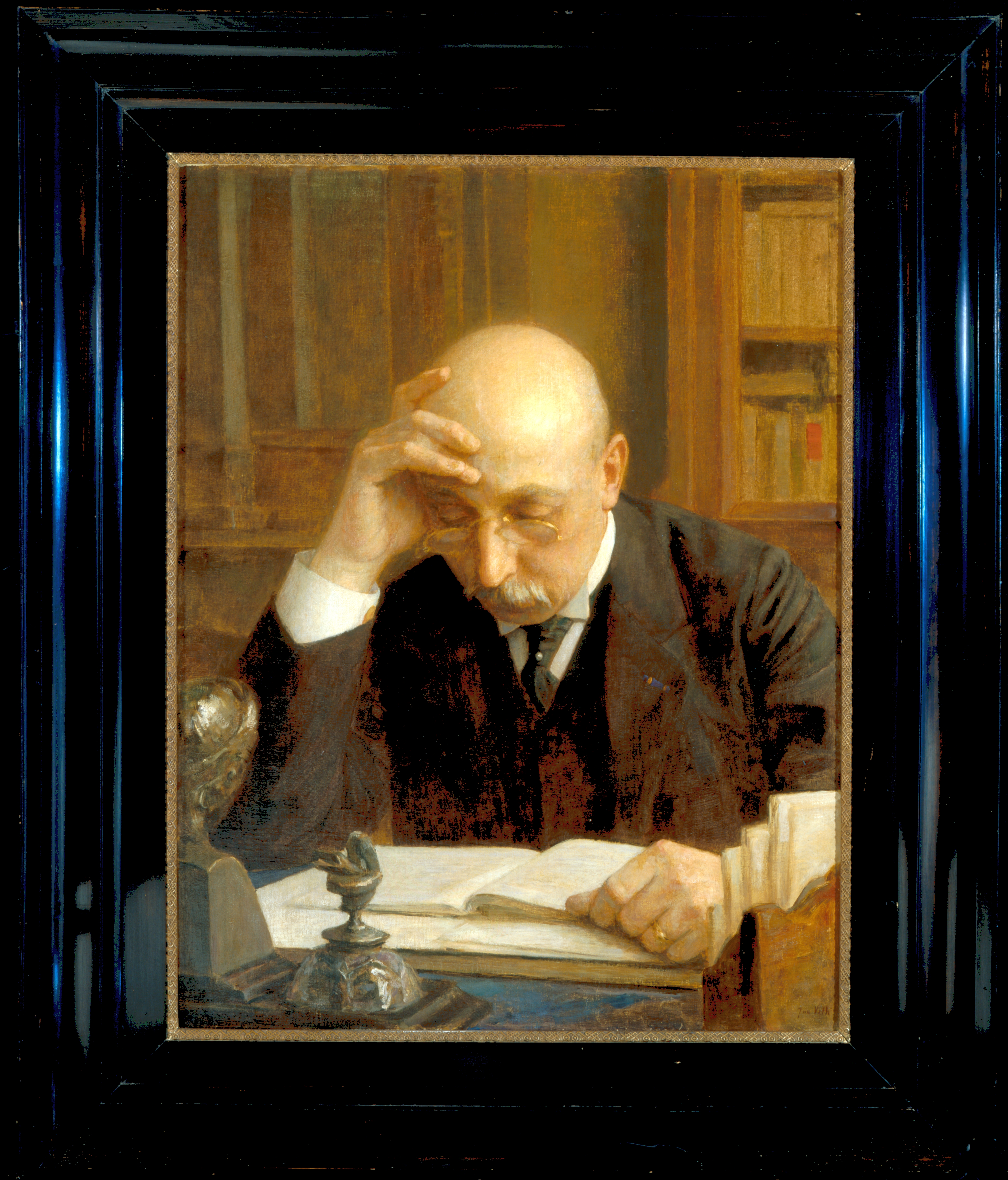
Johannes Wertheim Salomonson

Johannes Carel August Wertheim-Salomonson (ur. 18 lutego 1864 w Ambt-Almelo, zm. 16 września 1922 w Amsterdamie) – holenderski lekarz, neurolog i radiolog.